# Raymond Peynet

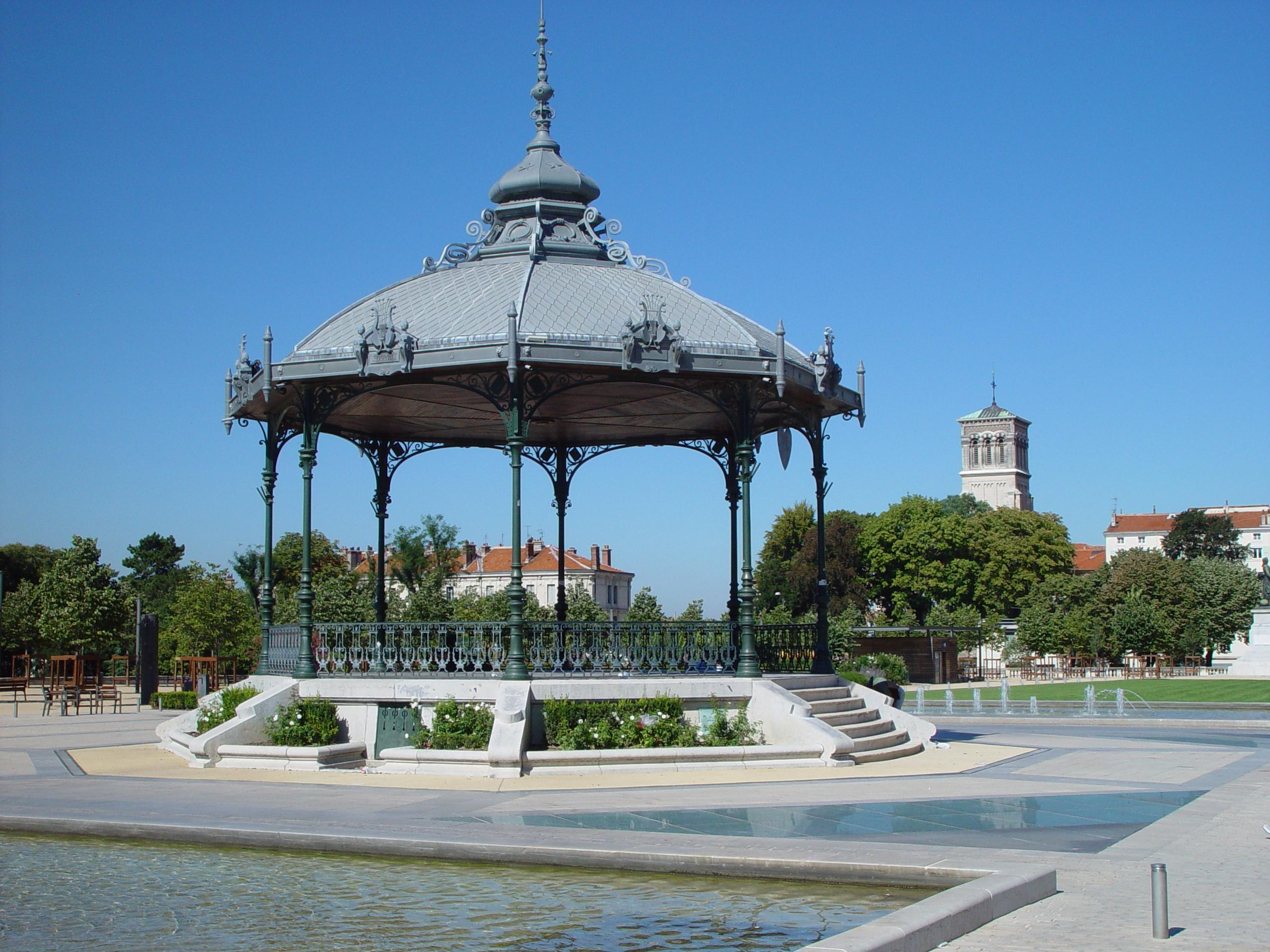
Altanka Peyneta na Polu Marsowym w Valence

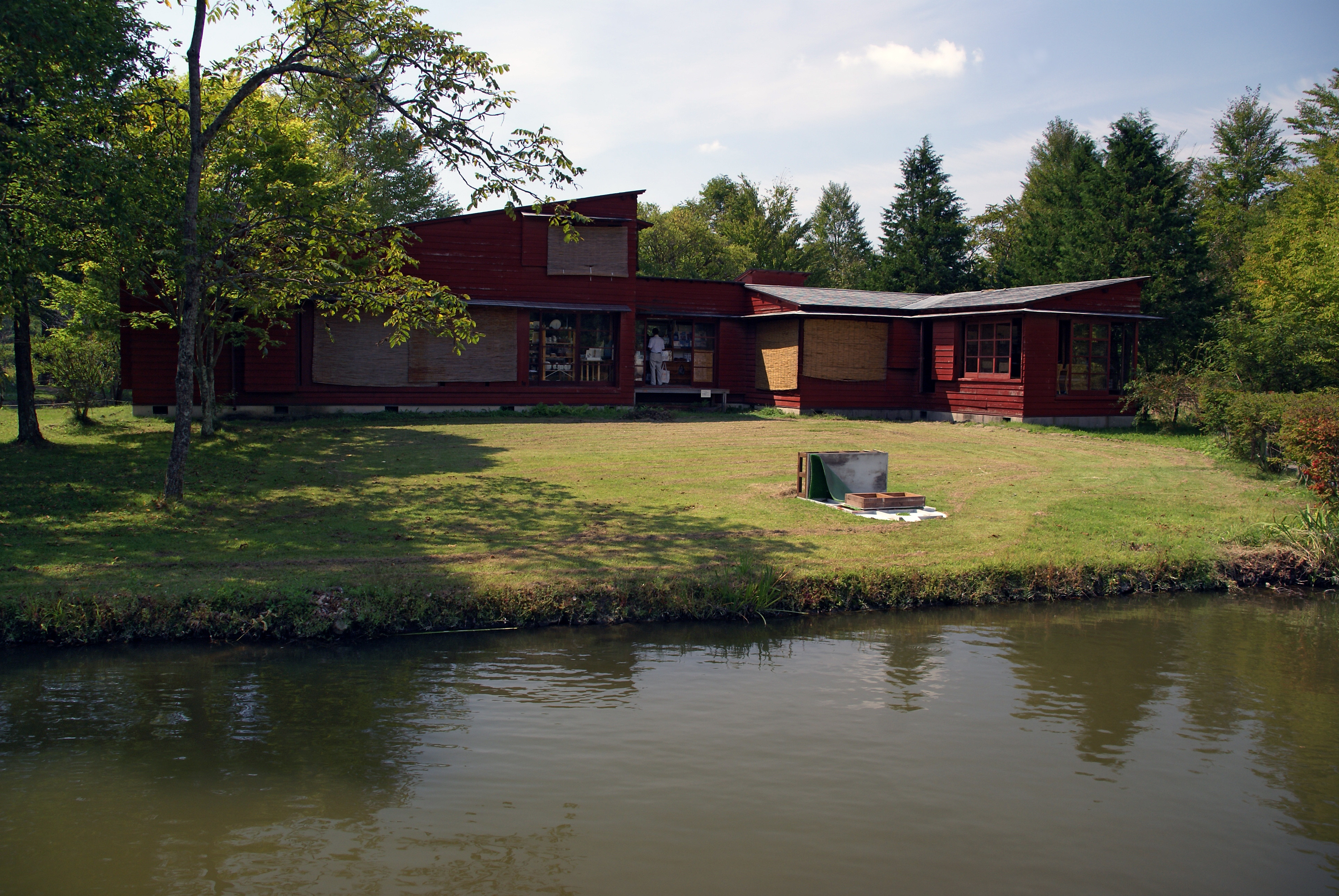
Muzeum Peyneta w Karuizawa (Japonia)

Raymond Peynet (ur. 16 listopada 1908 w Paryżu, zm. 14 stycznia 1999 w Mougins) – francuski grafik.

## Życiorys
Studiował w latach dwudziestych XX wieku w Szkole Sztuk Stosowanych w Paryżu. Zajmował się tworzeniem rysunków dla prasy i ilustrowaniem katalogów francuskich domów towarowych.
W jego twórczości światową popularność zdobyły liryczne rysunki przedstawiające „Zakochanych”: poetę i jego narzeczoną. Pierwsze rysunki powstały w roku 1942 w miejscowości Valence, znajdującej się wówczas we władzy rządu Vichy, gdzie na Polu Marsowym znajdowała się ażurowa staroświecka altanka, w której odbywały się koncerty. Postacie „Zakochanych” Peynet stworzył z inspiracji piosenką Georges’a Brassensa „Zakochani z parkowych ławeczek” (Les amoureux des bancs publics) i umieścił je pod tą altanką.
Peynet stworzył ogółem 6 tysięcy rysunków poświęconych „Zakochanym”. Poczta Francuska wydała w roku 1985 znaczek walentynkowy z rysunkiem Peyneta, w roku 2000 ukazał się znaczek o nominale 3 franków (0,46 €) upamiętniający zmarłego artystę z rysunkiem Zakochanych pod altanką Peyneta.
We Francji twórczości Peyneta poświęcono trzy muzea: w Valence, w Antibes na Lazurowym Wybrzeżu i w Brassac-les-Mines, mieście rodzinnym jego matki, a w Japonii dwa: w Karuizawa i w Sakuto.
W Polsce w roku 1958 ukazał się tom rysunków Peyneta.